# バローロ宮殿
バローロ宮殿（スペイン語: Palacio Barolo）は、アルゼンチン・ブエノスアイレスにある高層建築物。高さは100メートル。設計はマリオ・パランティであり、1923年に竣工した。

## 特徴
アルゼンチンの首都ブエノスアイレスのモンセラート区、五月通り1370にあり、この地域のランドマークとなるオフィスビルである。ウルグアイの首都モンテビデオには、バローロ宮殿と対になるサルボ宮殿がある。設計はバローロ宮殿と同じくマリオ・パランティであり、サルボ宮殿の高さは95メートルである。
1997年にはアルゼンチン国定歴史記念物に指定された。今日のバローロ宮殿には、旅行代理店、外国人向けスペイン語学校、タンゴ用衣装店、建築設計事務所、会計事務所、法律事務所などが入っている。

## 歴史

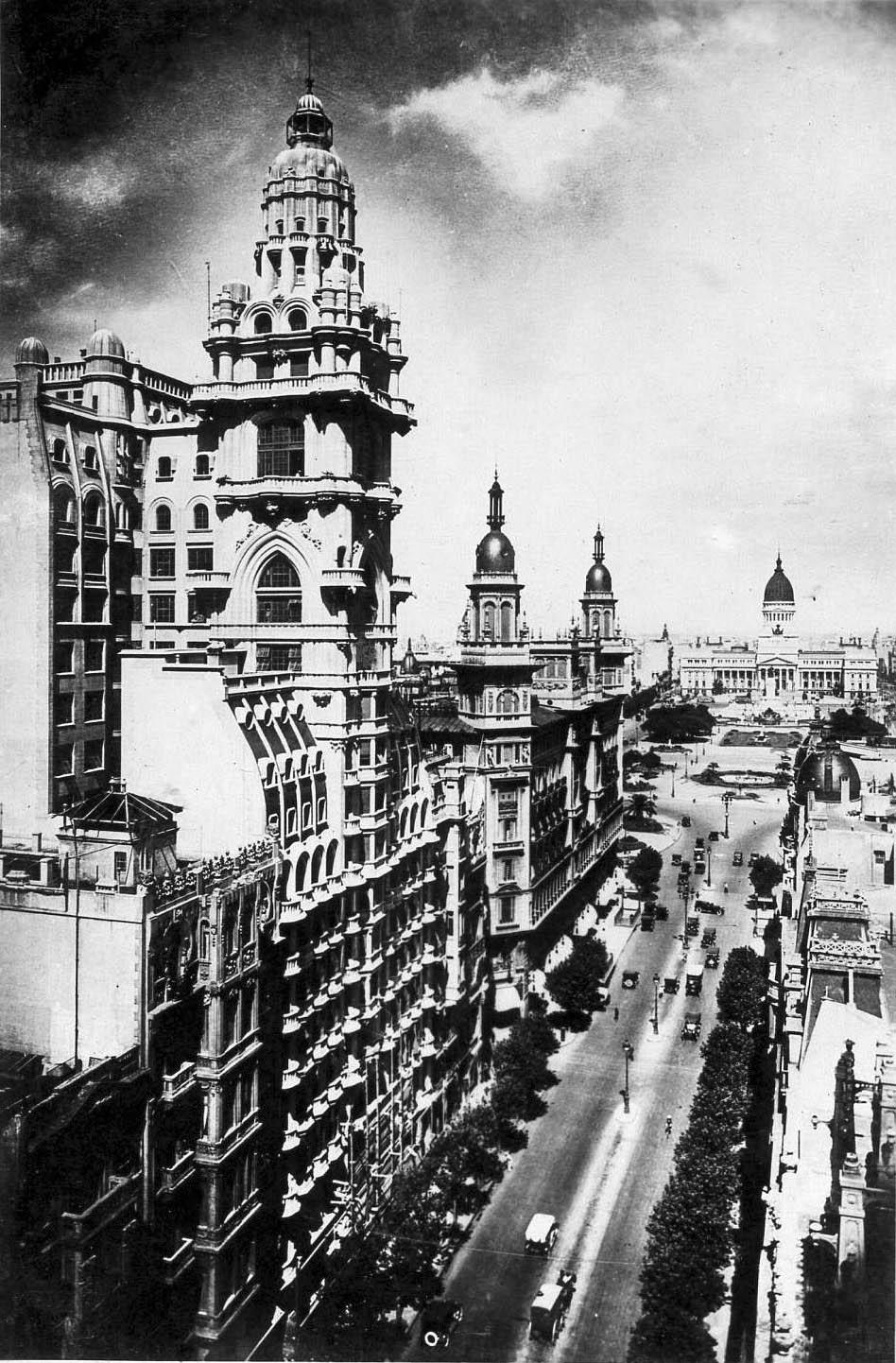
1925年頃のバローロ宮殿

イタリア人建築家のマリオ・パランティは、1890年にイタリアからアルゼンチンにやってきたエンプレサリオのルイス・バローロに建物の設計を依頼された。折衷主義の基本的な設計は、ウルグアイのモンテビデオに建設するサルボ宮殿のための設計と同時期に考案されている。
パランティがダンテ・アリギエーリの熱心な支持者だったことから、バローロ宮殿はダンテの『神曲』の世界観に基づいて設計された。高さ100メートルの22階層は『神曲』と同様に3つのセクションに分けられる。地下1階と1階は地獄を表し、2階から14階は煉獄を、15階から22階は天表している。建物の所有者は3階層だけを使用し、残りは賃貸用とする計画を持っていた。
1923年の竣工時にはブエノスアイレスやアルゼンチンだけでなく、南アメリカでもっとも高い建築物だった。1934年にはブラジルのサンパウロに高さ130メートルのマルティネッリ・ビルが竣工し、南アメリカ一高い建築物はマルティネッリ・ビルに移った。1935年にはブエノスアイレスのレティーロ区に高さ120メートルのカバナ・ビルが竣工し、アルゼンチン一高い建物はカバナ・ビルに移った。

## ギャラリー

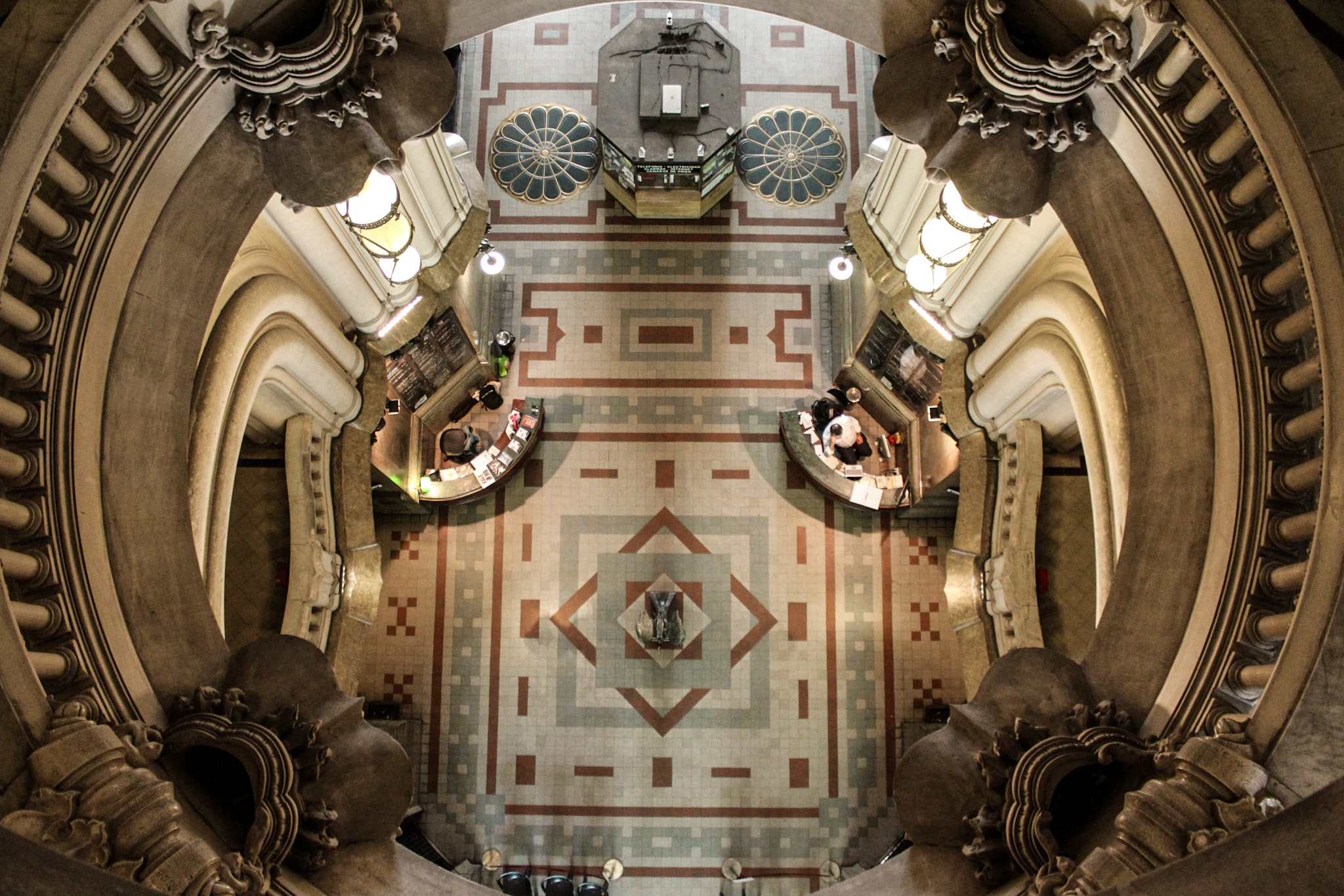
建物内部
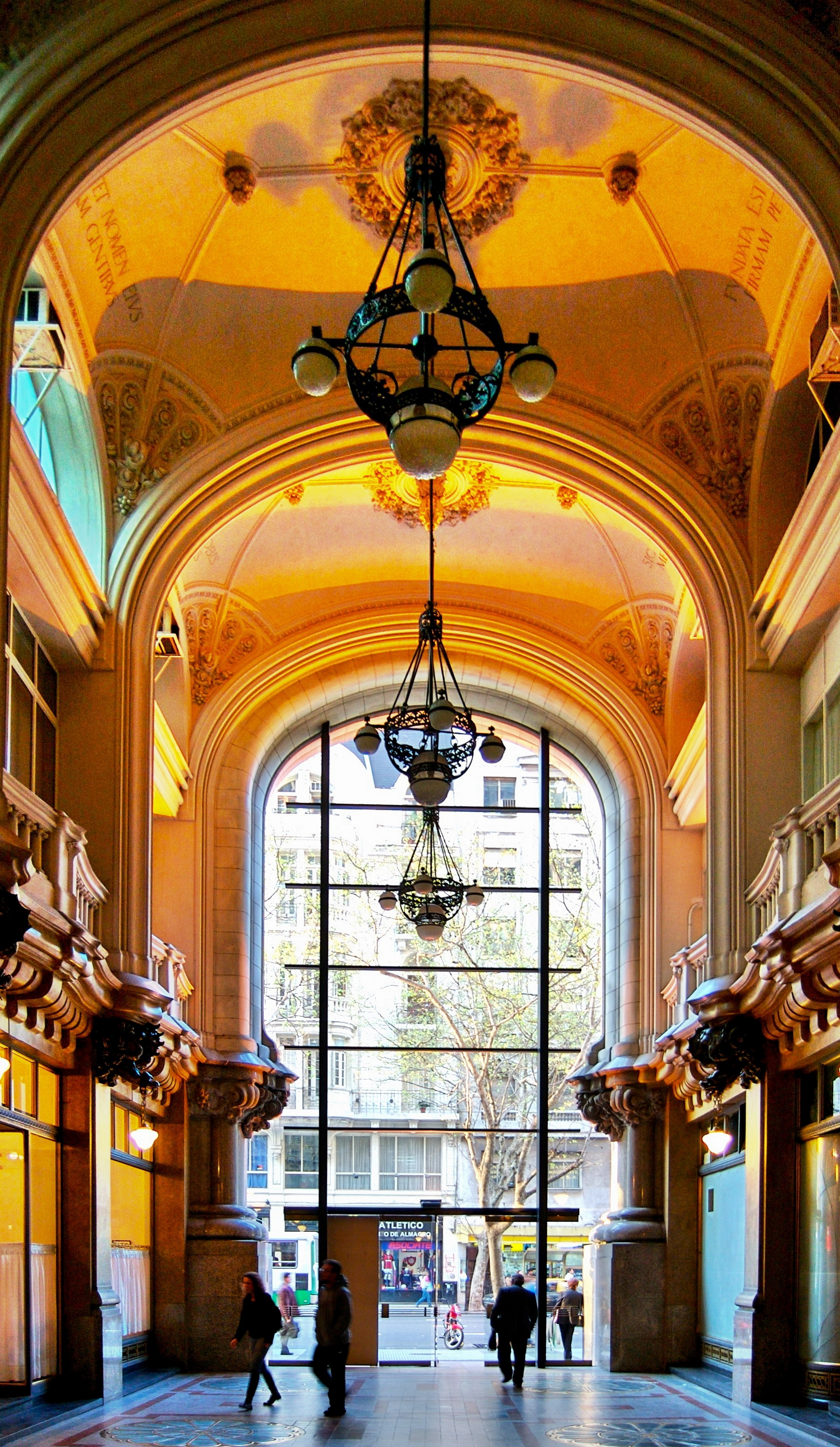
建物内部
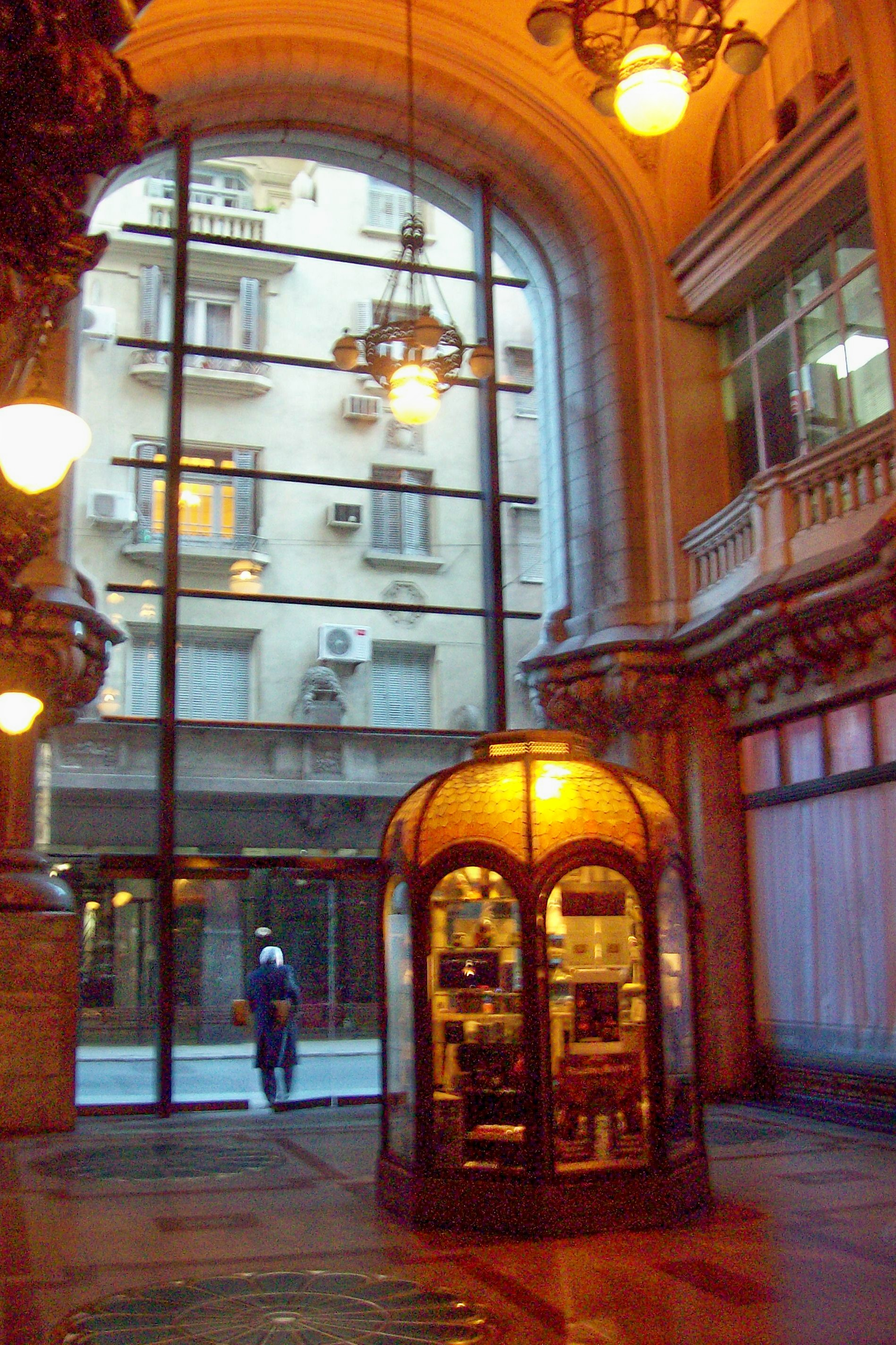
建物内部
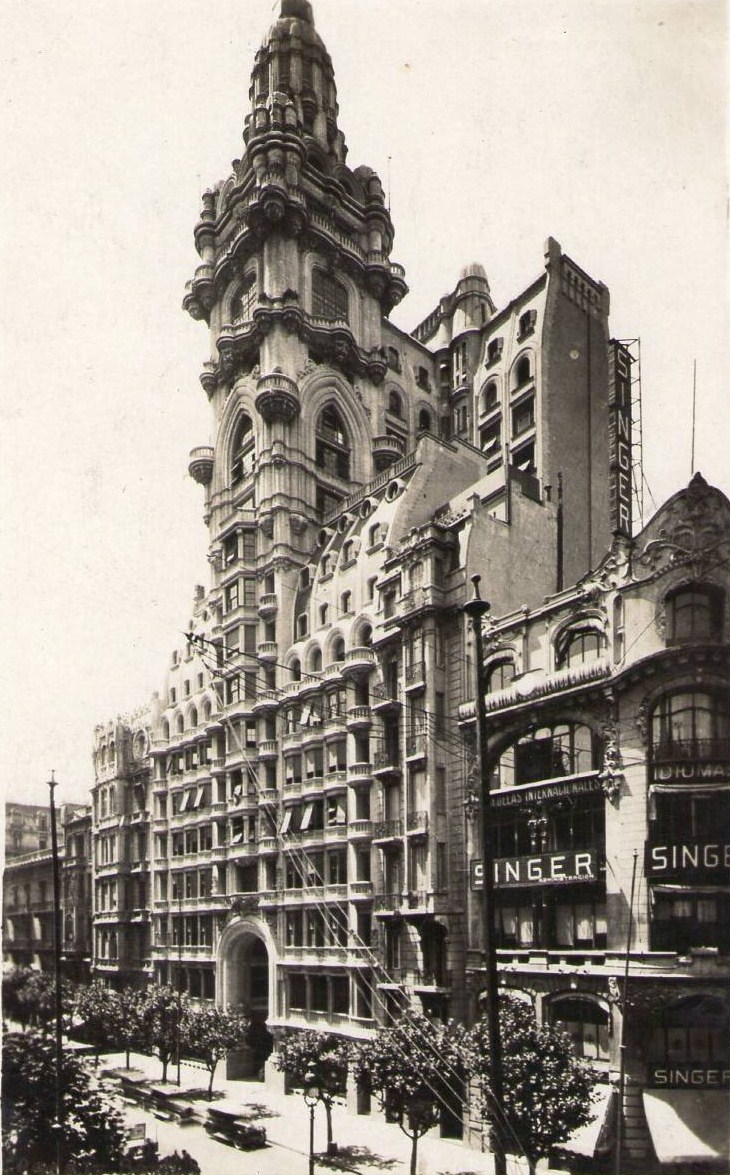
1925年頃
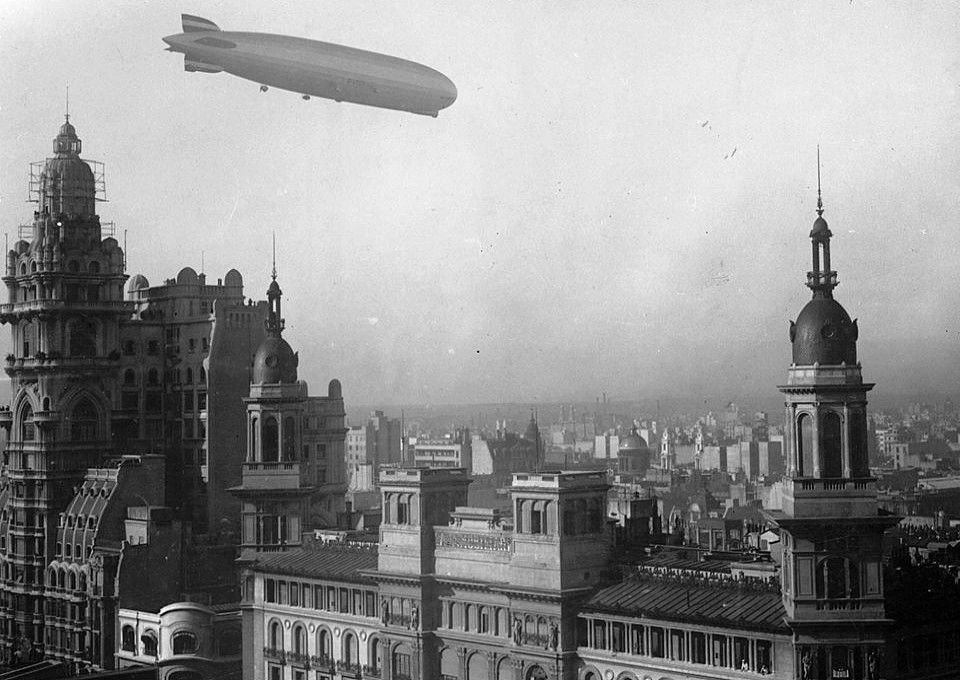
1934年にバローロ宮殿周辺を飛行するグラーフ・ツェッペリン

## 文献
- Mimi Bohm, Buenos Aires, Art Nouveau, Ediciones Xavier Verstraeten, Buenos Aires, 2005.